# Cinema-Teatro Florentia
Il Cinema-Teatro Florentia è un edificio situato in via Fucini 19 a Larderello,nel comune di Pomarance.

## Storia
Progettato nel 1955 dall'architetto Renzo Bellucci, il Cinema-Teatro e Circolo ricreativo si colloca fra le opere a carattere sociale realizzate contestualmente alla pianificazione dell'insediamento residenziale di Larderello, sorto fra il 1954 ed il 1959 su progetto di Giovanni Michelucci, incaricato dalla "Larderello" s.p.a. di redigere il piano di sviluppo del centro industriale connesso allo sfruttamento dei soffioni boraciferi.
L'opera di costruzione dell'edificio, programmata in due tempi, fu affidata all'impresa "Emilio Gambogi e figli" di Pisa ed avviata nei primi mesi del 1956. Il 6 giugno del 1957 si inaugurava il completamento della prima parte dei lavori con il Cinema-Teatro, mentre erano già state gettate le fondazioni della parte relativa al Circolo ricreativo, la cui costruzione sarà terminata nel 1958.

## Architettura
Le caratteristiche generali dell'edificio sono illustrate dallo stesso Bellucci nel n.2 della Rassegna "Larderello", pubblicata nel febbraio del 1956, dove una sintetica relazione descrittiva è accompagnata dai disegni di progetto e dalle foto del plastico di studio. Una descrizione più dettagliata del Cinema-Teatro è presentata, sempre sulle pagine della Rassegna, nel luglio del 1957, all'indomani dell'inaugurazione dell'opera.
L'edificio si colloca nel cuore della zona residenziale di Larderello, a monte di un preesistente nucleo di abitazioni, costituito da quattro blocchi pluripiano assemblati secondo uno schema forzatamente simmetrico. Confrontandosi con l'eccessiva rigidità delle volumetrie già esistenti, il nuovo corpo di fabbrica, pur se dotato di una imponente mole, riesce a stemperarne il contrasto grazie ad un attento studio stereometrico che vede il frazionamento del complesso del Cinema-Teatro e del Circolo ricreativo in due nuclei funzionali ben distinti.
L'equilibrio delle masse, volumetricamente piuttosto importanti, è raggiunto inoltre attraverso una fondamentale scelta operativa - presupposto di base per tutta la costruzione del villaggio operaio di Larderello -, ossia quella di portare ad aderire il più possibile la costruzione all'andamento altimetrico del terreno, evitando così di trasformare completamente l'ambiente con enormi sbancamenti. Le stesse motivazioni di rispetto ambientale giustificano anche la scelta dei materiali utilizzati per la parte esterna dell'edificio, in particolare la muratura di mattoni a faccia vista per i tamponamenti e quella di pietrame a filaretto per la fascia basamentale del piano terra, motivo costruttivo ricorrente dell'intero villaggio.
L'edificio si compone di due distinti corpi di fabbrica contrapposti: a destra il Cinema-Teatro, a sinistra il Circolo ricreativo con annessa biblioteca. Sfruttando il dislivello del terreno esistente, alla quota del piano stradale è ricavata una serie di locali, in parte adibiti a negozi e in parte ad uffici pubblici. La copertura di tali locali dà luogo ad un'unica terrazza posta allo stesso livello dell'ingresso alla sala degli spettacoli e del piano terra del Circolo. Il collegamento fra le diverse quote del terreno è ottenuto mediante due rampe rettilinee di scale esterne che tagliano trasversalmente il complesso nella sua parte centrale servendo anche da accesso ai due edifici laterali.

### Il Cinema Teatro
Il Cinema-Teatro è a sua volta costituito da due corpi di fabbrica: il primo comprendente un ampio vestibolo di ingresso con la biglietteria, la cabina e la sala di proiezione e la centrale termica; il secondo il palcoscenico, i camerini ed il magazzino. Complessivamente la superficie occupata dal fabbricato è di circa 1000 m2. dei quali 620 solo per la sala, capace di oltre 600 posti a sedere.
Dall'atrio d'ingresso, attraverso quattro porte, si accede alla sala degli spettacoli che presenta un impianto planimetrico di forma trapezoidale che si conclude verso il palcoscenico con la fossa dell'orchestra. Il palcoscenico è dotato di due ingressi indipendenti posti nella parte posteriore del fabbricato; due scalette laterali conducono ai vari livelli del palcoscenico e altre due rampe collegano il palco con la sala. Nel sottopalco sono ricavati i camerini per gli artisti, quelli per le masse ed i servizi igienici.

### Il Circolo Ricreativo
L'edificio del Circolo ricreativo si sviluppa su due piani: al piano terra oltre al bar ed ai servizi igienici trovano sede la sala da gioco, quella per il biliardo e quella per la televisione; al piano superiore la biblioteca, la sala di lettura, una sala per le riunioni e vari uffici.
Entrambi i fabbricati sono realizzati con intelaiature portanti in cemento armato su fondazioni a travi rovesce. Le murature di tamponamento sono in pietrame a faccia vista, per la zona basamentale, in laterizio con camera d'aria e coltrina esterna di mattoni per le parti superiori. I solai sono in laterizio armato mentre le coperture sono costituite da travi in cemento armato con impermeabilizzazione superiore.